# Wilhelm Ernst Barkhoff
Wilhelm Ernst Barkhoff (* 26. Juni 1916 in Kamp-Lintfort; † 30. September 1994 in Bochum) war ein deutscher Rechtsanwalt, Bankier, Sozialreformator und Anthroposoph. Er war der Begründer des anthroposophisch orientierten Bankwesens, Mitbegründer der GLS Bank, Inspirator für das Ethische Investment und maßgeblicher Reformer der deutschen Wohlfahrtsarbeit.

## Leben
Wilhelm Ernst Barkhoff war der Sohn eines Bergmanns im Ruhrgebiet. Bedingt durch die ständigen Unruhen in dieser Gegend haben ihn schon früh politische und soziale Fragen, aber vor allen Dingen auch philosophische und spirituelle Ideen und Ideale stark interessiert. Der Begriff der Transsubstantiation wurde ihm zu einem fundamentalen Ideal, das er nicht im kirchlich-religiösen Sinne verstand, sondern versuchte, es im Sozialen, im Geld und Bankwesen, in der Landwirtschaft und Pflege zu verwirklichen.
Er studierte Jura in Köln, Freiburg und Berlin, wurde dann als Offizier in den Kriegsdienst eingezogen, wo er an der russischen Front von einer Granate schwer verwundet wurde. Dabei machte er eine erste außerkörperliche Erfahrung – etwas, das sich dann während der Flucht zu Fuß aus Russland wiederholte.
Während des Krieges heiratete er Ottilie Grave aus Bocholt. Der erste Sohn wurde 1945 geboren, hatte Down-Syndrom und lebte nur elf Monate. Später hatten sie weitere drei Söhne und eine Tochter.
Nach dem zweiten Staatsexamen 1948 wurde er Anwalt und betrieb eine der führenden Kanzleien in Bochum. Das Ehepaar pflegte enge Verbindungen mit Künstlern des Bochumer Kunstvereins.
1956 trat er dem Vorstand der zu gründenden Rudolf-Steiner-Schule Ruhrgebiet bei, die einen Juristen suchte. Die Schule wurde damals entgegen dem im Bund der Freien Waldorfschulen beschlossenen Schulgründungsmoratorium realisiert. Diese Initiative wurde zum Ausgangspunkt des öffentlichen anthroposophischen Lebens im Ruhrgebiet, und die Schule war bald die schülerreichste Waldorfschule weltweit. Später ging das Institut für Waldorf-Pädagogik in Annen aus ihr hervor. Um die Schule zu finanzieren, erfand Barkhoff die „Leihgemeinschaft“, die durch eine solidarische Bündelung der Finanzkraft individueller Menschen auch solchen mit geringen finanziellen Mitteln den Zugang zu Bankkrediten gab. So wurde das anthroposophische Bankwesen geboren. Durch die Arbeit im Vorstand traf er seine künftigen anthroposophischen Mitarbeiter wie Gisela Reuther, Klaus Fintelmann, Klaus Dumke und Franz Schily. Gisela Reuther hatte ein eigenes Steuerbüro, das sie mit seiner Anwaltskanzlei verband. Durch die Zusammenarbeit entwickelte sich aus den Kreditsicherungsgemeinschaften das anthroposophische Bankwesen.
Das von Dieter Lauenstein, Barkhoff und anderen unterstützte Friedrich von Hardenberg-Haus in Bochum wurde in den 70er-Jahren ein Zentrum des anthroposophischen Studentenlebens, nachdem Bochum zur Universitätsstadt wurde.
Die Entwicklung der neuen Finanzierungsformen und seine Gabe, Menschen in einer gemeinsamen Arbeit zu verbinden, brachte ihn mit der Heilpädagogik in Kontakt, insbesondere in eine intensive Zusammenarbeit mit Karl König und der Camphill-Bewegung, aber auch zu Siegfried Schmock und den Wuppertaler Initiativen.
Bald kam auch die finanzielle Sicherung und Ausbreitung der biologisch-dynamischen Landwirtschaft dazu. Um das zerstörerische Prinzip der Erbaufteilung zu ersetzen, erfand er die Gemeinnützigen Landbauforschungsgesellschaften als Träger der Höfe. Die Höfe sollten mehr als „nur“ (Land-)Wirtschaft betreiben wollen und Aufgaben in der Heilpädagogik, in der Kinder- oder Erwachsenenbildung, der Landschafts- und Kommunalentwicklung oder der Forschung usw. anstreben und übernehmen. Er wollte Instrumente für neue Gemeinschaftsformen schaffen, damit die Blutsverwandtschaft, die bis dahin die Landwirtschaft prägte und trug, als soziales Bindemittel ersetzt werden konnte. So beriet er Manfred Klett und seine Mitarbeiter beim Aufbau des Dottenfelder Hofes, einer „Landkommune“ auf hohem professionellen und menschlichen Niveau. Den Bauck-Höfen (Nicolaus Remer, Joachim Bauck) aus dem angestammten Besitz der Familie Bauck, die weiterhin die Höfe bewirtschaftete, verhalf er zu einer Vergesellschaftung. Es entstanden bislang an die hundert derartiger Einrichtungen.
Als Bankeinrichtungen wurden 1961 die Gemeinnützige Treuhandstelle (heute GLS Treuhand e.V.), 1967 die Gemeinnützige Kreditgarantie Genossenschaft und 1974 die GLS Gemeinschaftsbank in Bochum gegründet. 1968 stieß Rolf Kerler zu dem Team Barkhoff/Reuther. Durch den Heidenheimer Kreis, eine Arbeitsgemeinschaft von Industriellen um Hanns Voith und Peter von Siemens die den anthroposophischen Sozialimpuls zu fördern suchte, kam er in eine Zusammenarbeit mit Alfred Rexroth, der als Stifter wesentlich zur Ausstattung und Realisierung der Bankeinrichtungen beigetragen hat.
Neben seinen Aktivitäten in der anthroposophischen Szene fing in den 1960er-Jahren Barkhoffs Arbeit für das deutsche Wohlfahrtswesen an. 1961 wurde Barkhoff Landesvorsitzender des Deutschen Paritätischen Wohlfahrtsverbandes für Nordrhein-Westfalen. Der Verband wurde damals noch hinter den neutralen (Rotes Kreuz) und weltanschaulich gebundenen Verbänden (Caritas, Innere Mission, Arbeiterwohlfahrt) kaum wahrgenommen. Wohlfahrt war Aufgabe von Staat und Kirche. Freie Initiativen und Gründungen aus den sozialen Impulsen von Individuen galten nicht als die eigentliche Erscheinungsform des Wohlfahrtsbetriebes. Das ist heute ganz anders geworden. Für diese Entwicklung war Wilhelm-Ernst Barkhoff in hohem Maße verantwortlich.
Die Emanzipierungsinitiativen von Eltern behinderter Kinder, die Studenten- und Frauenbewegung, Selbsthilfegruppen im Gesundheitsbereich wie auch freie Initiativen von Arbeitslosen und Sozialhilfeempfängern brachten dem Paritätischen Wohlfahrtsverband Nordrhein-Westfalen einen Zuwachs, der seine Mitgliederzahlen unter Barkhoffs Leitung zwischen 1961 und 1981 verfünffachte. Als Mitglied des Bundesvorstandes machte er geltend, dass die größten sozialen Bindekräfte aus dem Glauben an den einzelnen Menschen, an das Individuum erwachsen; dass ein Verband, der den Mut zur vollen konzeptionellen und geistigen Konkurrenz seiner Mitglieder hat, dadurch stärker und nicht schwächer wird, als ihn weltanschauliche Bindungen und Verpflichtungen machen können. Barkhoff erreichte, dass der Paritätische Wohlfahrtsverband sich für die gesellschaftlichen Umwälzungsideen der 68er-Bewegung öffnete. Er gab ihnen ein Tätigkeitsfeld und neue Herausforderungen. Die Paritätische Geldberatung war das neue Finanzierungsinstrument, das er für den Paritätischen Wohlfahrtsverband schuf, als das für die soziale Arbeit angemessene Mittel.
Ab 1981 wirkte Barkhoff nur noch als Redner, Impulsgeber und Berater und unternahm in diesem Sinne viele Reisen nach Nord- und Südamerika. Vor allem wurde er immer wieder nach Skandinavien eingeladen, wo er zusammen mit Margit Engel von Camphill-Norwegen und Ake Kumlander Förderungsinitiativen ergriff.

## Veröffentlichungen
- Wilhelm Ernst Barkhoff: Wir können lieben wen wir wollen. Freies Geistesleben, Stuttgart 1995, ISBN 9783772512353.
- mit Hans Börnsen und Gerhard Kienle: Das gefährdete Ich. Der Mensch in der Krise des Erkennens. Freies Geistesleben, Stuttgart 1980, ISBN 3-7725-0725-5.
- mit Sönke Bai und Michael Bockemühl: Die Rudolf Steiner Schule Ruhrgebiet. Rowohlt, Reinbek bei Hamburg 1976, ISBN 3-499-16985-1.
- Reinhard Giese (Hrsg.): Sozial handeln, aus der Erkenntnis des sozial Ganzen Soziale Dreigliederung heute. Verlag Reinhard Giese, Rabel 1980, ISBN 3-922683-01-0.